# Правитељствени фишкал
Правитељствени фишкал је био први специјализовани носилац правобранилачке функције у српском праву, у кратком периоду од 1842. до 1843. године.

## Пре установљења звања правитељственог фишкала
Неколико дана након доношења Сретењског устава, 14. фебруара (2. фебруара по тада коришћеном јулијанском календару) 1835. године, на основу тог устава, донет је закон којим је уређен састав и начин рада Државног совјета, те, између осталог, и надлежности попечитеља (министара). У том закону се први пут у српском праву помиње правобранилачка функција. Наиме, у члану 128. поменутог закона, као једна од дужности Попечитеља финанције одређено је: „По томе бранити све користи државе, и судити се за њи са сваким, који би у њи дирнуо; развје ако се распра за њи каса и иностране државе.“
Поменути закон никада није почео да се примњује, јер је у његовој завршној одредби, у члану 201, било одређено да ступа у дејство од Ђурђевдана (тада 5. мај по грегоријанском календару/23. април по јулијанском календару), а у међувремену, 10. априла (29. марта по јулијанском календару) 1835. године, под притиском великих сила, Сретењски устав, са свим његовим тековинама, стављен је ван снаге.
На основу Турског устава, законима од 9. маја (27. априла) и 10. јуна (29. маја) 1839. године уређено је устројство Совјета и Централног правленија, али, у попису надлежности појединих попечитељстава, а пре свега Попечитељства финансије, није поменута правобранилачка функција. Међутим, правобранилачка функција у то време није била непозната. О томе сведочи закон од 2. јула (20. јуна) 1839. године којим је, на предлог Попечителства финансије, ради уређења начина: „како би се добра правителствена, која би у процес пала, бранити могла, ...“, одређено: „да се и онај тјажбени предмет, који по расмотренију Попечитеља правосудија у договору са остала два попечитеља увиди се очевидно и неоспоримо да је оног, који га тражи, надлежному суду окружному преда на расмотрење, и у том случају да казначеј окружни по налогу и наставленију Попечителства финансије има изићи пред суд, и права правителствена бранити.“ Из садржине наведеног закона закључујемо да је у то време као примарни носилац правобранилачке функције био одређен Попечитељ финансија, који је ту функцију обављао посредством окружних казначеја (службеника државне благајне).

## Правитељствени фишкал
Напред наведени облик уређења правобранилачке функције није одговарао постојећим потребама, те је Попечитељ финансија у више наврата предлагао установљење звања Правитељственог фишкала, као посебног службеника који би вршио правобранилачку функцију. При избору облика организације вршења правобранилачке функције, па и самог назива Правитељственог фишкала, очигледно се имала у виду установа ераријалног фишкала, односно финансијске прокуратуре које су постојале у то време у главним градовима свих покрајина Хабзбуршке монархије.
Указом кнеза Михаила од 2. марта (18. фебруара) 1842. године предлог попечитеља финансија најзад је усвојен, установљено је звање Правитељственог фишкала (званiє Правителственногъ фишкала), те је Србија први пут добила посебан државни орган за обављање правобранилачке функције.
Текст овог указа гласи: „Уверивши се о необходимој потреби установити званије Правитељственог фишкала, који ће у свим парничним догађајима право правитељства код надлежни судова бранити, као и именом правитељства парнице подизати, Ја сам, у сљедству представленија Попечитељства финансије (...), у согласију са Совјетом рјешио, да се званије Правитељственог фишкала, ког ће дужност бити у сваком догађају права правитељствена бранити по упутствованију Попечитељства финансије, са годишњом од 600 талира платом и подвозом, кад би лице на исто поставити се имајуће по правитељственом дјелу по ради обране правитељствени права у окружија к судовима ишло, установити.“
Правитељстевни фишкал деловао је при Одељењу промишљености, које је, као једно од три одељења Попечитељства финансија, образовано Законом о устројству Централног правленија од 10. јуна (29. маја) 1839. године, и које је било надлежно, између осталог, за заштиту и управљање државним добрима.
Убрзо по смени династија на челу Кнежевине Србије, кнез Александар је указом од 25. октобра (13. октобра) 1843. године укинуо звање Правитељственог фишкала. У образложењу наведеног акта стоји да је: „Уставом земље опредељена Попечитељству финансија, између осталог, и та нарочита дужност, да оно брани интересе Земаљске касе, како у свим односима уопште, тако наравно и у процесима који би се кадгод против Правитељства подигли. При устројењу Централног правленија, Правитељство је имало у виду пространство овога дела, и зато је определило Попечитељству финансије довољно персонала, с том намером, да оно по тој потреби из свог персонала кад једног, кад другог, чиновника свога употрељава, као што је тако до 1842. године и рађено. Из овога, дакле, види се, да је звање Правитељственог фишкала излишно, које и тако од лане непопуњено стоји, почему га Ја у сагласју са Совјетом указом овим укидам.“
Тешко је утврдити шта је био стварни разлог укидања звања Правитељстевног фишкала. Историја српских државних институција и права углавном се заснивала на развоју структуре државних органа, те је укидање једног државног органа који је имао јасно одређену посебну надлежност свакако представљало атипичну појаву. Индикативна је и околност да указ о укидању звања правитељственог фишкала није донет на предлог надлежног попечитеља финансија, иако је редовна процедура за доношење општих правних аката подразумевала постојање предлога надлежног попечитеља. Због недостатка потребних извора, не можемо утврдити какви су интереси стајали иза доношења овакве одлуке, али је она свакако изазвала незадовољство у Попечитељству финансија, које је потом у више наврата Совјету подносило предлоге за поновно успостављање звања правитељственог фишкала.

## Правобранилачка функција након укидања звања правитељственог фишкала
По укидаљу звања правитељственог фишкала, правобранилачку функцију обављао је начелник Одељења промишљености Попечитељства финансија. Начелници тог одељења су, углавном, били правници, те је то било најадекватније решење.
Међутим, у Попечитељству финансија су и даље сматрали да је неопходно постојање посебне службе која би се бавила заступањем државе пред судовима, те је, након неколико поновљених предлога за обнављање такве службе, 1845. године поново успостављено звање фишкала при Одељењу промишљености Попечитељства финансија, међутим, сада под називом бранитеља права правитељствених, односно правитељственог правобранитеља (Правителственый Правобранитель). Та државна служба постепено се развијала, али никада није била уређена посебним законом, већ су тек понеким законом била уређена неке посебне надлежност те службе, те су подзаконским актима регулисана тек понека правила о унутрашњим раду између правобранитеља и Попечитељства, односно Министарства финансија.